# Йобибайт
Йобибайт (русское обозначение: ЙиБ; международное: YiB) — единица измерения количества информации, равная 280 (10248) байт.
Эта единица означает настолько большой объем информации, что пока не нашла применения, однако, по мнению Йонатана Китса (американского концептуального художника и экспериментального философа), является символом технологического оптимизма, веры в то, что всегда будет экспоненциально увеличиваться то, что когда-то было непостижимо большим..
Единица была создана Международной электротехнической комиссией (МЭК) в 1998 году, для использования всеми основными организациями по стандартизации и является частью Международной системы единиц (СИ).
Йобибайт был разработан, чтобы заменить термин йоттабайт в тех областях информатики, в которых он означал величину в 280 байт, что противоречит определению СИ для префикса йотта- (1024 = 1 000 000 000 000 000 000 000 000, септиллион).
Йобибайт (10248 байт) больше йоттабайта (10008 байт) на 208 925 819 614 629 174 706 176 байт (более чем на 208 зеттабайт или 176 зебибайт), и, соответственно, на 20,89 %.

## Определение
1 йобибайт (ЙиБ) = 280 байт = 1 208 925 819 614 629 174 706 176 байт
Префикс йоби- получен из словослияния слов йотта и бинарный, указывая на его происхождение в близости к значению префикса СИ йотта- (1024 = 1 000 000 000 000 000 000 000 000, септиллион). Хотя префикс СИ записывается строчными буквами (йоби- или й), все двоичные префиксы МЭК начинаются с заглавной буквы: КиБ, МиБ, ГиБ, ТиБ, ПиБ, ЭиБ, ЗиБ, ЙиБ и т. д.).